# Disogmus
Disognus is een geslacht van  vliesvleugelige insecten uit de familie van de Proctotrupidae. De wetenschappelijke naam van de soort is voor het eerst geldig gepubliceerd in 1856 door Arnold Förster.
De Proctotrupidae zijn parasitoïde wespen die de larven van kevers en tweevleugeligen (Diptera) gebruiken als gastheer voor hun eigen larven. 

## Soorten
Van dit geslacht zijn vijf soorten gekend; drie komen voor in het Holarctisch gebied en twee in het Nearctisch gebied. Er is een fossiele soort bekend, Disogmus rasnitsyni ontdekt in Rovno (Oekraïne)-barnsteen uit het late Eoceen.
- Disogmus areolator
- Disogmus basalis
- Disogmus integer
- Disogmus nigricornis
- Disogmus quinquedentatus